# Shabeellaha Hoose
Shabeellaha Hoose (littéralement « Basse Shabele », arabe : شبيلي السفلى) est une région au sud de la Somalie, avec façade orientale sur l'Océan Indien, limitrophe des provinces de Banaadir (Mogadiscio) et Shabeellaha Dhexe au nord est, Hiiraan et Bakool au nord, Bay (Somalie) au nord ouest, et Jubbada Dhexe au sud ouest.

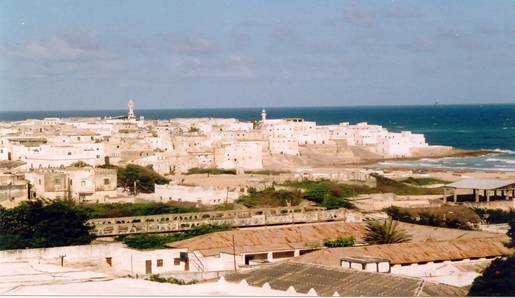
Marka, Somalie

La capitale est Merka.

## Villes
Les principales villes sont Merka, Afgooye, Qoryooley, Baraawe, Janaale et Wanlaweyne.

## Districts
Les districts sont :
- Bashir District
- Baraawe District
- Kurtunwarey District
- Qoriyoley District
- Merka District
- Sablaale District
- Walaweyn District

## Histoire
(janvier 2022).
- Somalie italienne
- Al-Shabbaab